# Linia kolejowa Oranienburg – Velten
Linia kolejowa Oranienburg – Velten – dawna i nieistniejąca już lokalna linia kolejowa w kraju związkowym Brandenburgia, w Niemczech. Łączyła stacje Oranienburg i Velten.